# Stensjön (Lemnhults socken, Småland)
Stensjön är en sjö i Vetlanda kommun i Småland och ingår i Emåns huvudavrinningsområde. Sjön är 13,3 meter djup, har en yta på 0,195 kvadratkilometer och befinner sig 264,1 meter över havet. Sjön avvattnas av vattendraget Hålebäcken. Vid provfiske har abborre och gädda fångats i sjön.

## Delavrinningsområde
Stensjön ingår i det delavrinningsområde (635295-146846) som SMHI kallar för Mynnar i Värnen. Medelhöjden är 248 meter över havet och ytan är 17,47 kvadratkilometer. Det finns inga delavrinningsområden uppströms utan avrinningsområdet är högsta punkten. Hålebäcken som avvattnar avrinningsområdet har biflödesordning 4, vilket innebär att vattnet flödar genom totalt 4 vattendrag innan det når havet efter 146 kilometer. Delavrinningsområdet består mestadels av skog (78 %) och jordbruk (13 %). Avrinningsområdet har 0,37 kvadratkilometer vattenytor vilket ger det en sjöprocent på 2,1 %.